# Donatello
Donatello (eigentlich Donato di Niccolò di Betto Bardi; * um 1386 in Florenz; † am 13. Dezember 1466 in Florenz) war ein vor allem in Florenz, aber auch in Padua, Prato und Rom aktiver Bildhauer des 15. Jahrhunderts. Bereits seinen Zeitgenossen galt er als ein besonders erfindungsreicher Künstler, der mit Materialien, Techniken, Ikonografien und künstlerischen Effekten experimentierte. Berühmt ist er vor allem für seine flachen, von Giorgio Vasari als „rilievo schiacciato“ (ital. für „gepresstes Relief“) bezeichneten Reliefs, die trotz ihrer geringen Plastizität eine große Raumtiefe zeigen, sowie für Skulpturen mit sehr expressiver Bildsprache. Leben und Werk eines der Wegbereiter der Frührenaissance, neben Masaccio, Brunelleschi, Alberti und Ghiberti, sind von der kunsthistorischen Forschung ausführlich untersucht worden.

## Leben

### Familie und Jugend
Donatello wurde um 1386 in Florenz als Sohn des Wollkämmers Niccolò di Betto Bardi geboren. Sein Geburtsjahr ist wegen unterschiedlicher Altersangaben in seinen Steuererklärungen nicht präzise zu bestimmen. Sein Name wird 1401 zum ersten Mal im Zusammenhang mit einem Gerichtsverfahren wegen einer Prügelei in Pistoia urkundlich erwähnt. Zu dieser Zeit arbeitete der zehn Jahre ältere Filippo Brunelleschi ebenfalls dort an einem Silberaltar für den Dom von Pistoia. Ihn lernte er entweder dort kennen oder später in Florenz. Im Anschluss an Brunelleschis Wettbewerbsteilnahme um das zweite Bronzeportal des Florentiner Baptisteriums 1401 unternahmen sie zusammen mindestens ein Jahr eine Reise nach Rom, um Skulpturen und Architektur der Antike zu studieren, die sie mit Goldschmiedearbeiten finanzierten.

### Florenz, Pisa, Siena, Prato 1404–1438

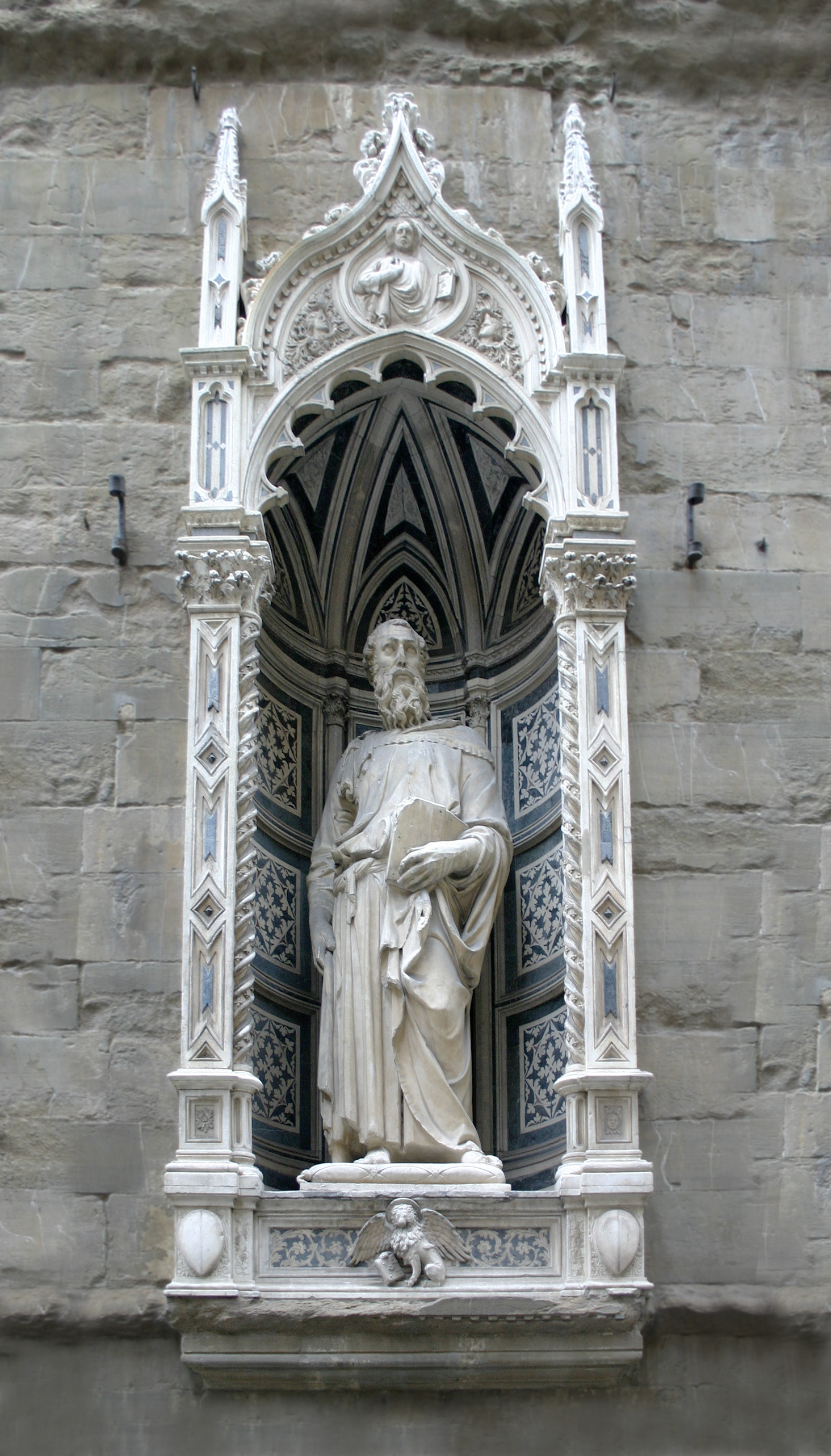
Heiliger Markus, 1411 (Kopie), Orsanmichele, Florenz

Von März 1404 bis Mai 1407 ist Donatello als einer von elf Mitarbeitern und Gehilfen in der Werkstatt von Lorenzo Ghiberti dokumentiert.
1407 wurde er mit einer von zwei kleinen Prophetenstatuen für die Rahmung der Porta della Mandorla des Florentiner Doms beauftragt. 1408 erhielt er den Auftrag für eine Marmorstatue des David, die als Bekrönung eines Strebepfeilers am Dom dienen sollte; sie befindet sich heute im Museo nazionale del Bargello. 1414 begann er mit den ersten Figuren für die noch leeren Nischen am Campanile des Doms. In den Jahren 1411–1418 entstanden die Marmorstatuen der heiligen Petrus, Markus und Georg für Orsanmichele.
Ab 1416 unterhielt Donatello eine eigene Werkstatt. Ab 1423 bekam er Aufträge aus anderen Städten, unter anderem aus Orvieto für eine Bronzefigur Johannes des Täufers (nicht ausgeführt) und aus Siena. Ab 1425 unterhielt er eine Werkstattgemeinschaft mit Michelozzo, die die beiden auch nach ihrem Umzug nach Pisa fortsetzten. Zwischen 1423 und 1427 entstanden Bronzereliefs und -statuen für den Taufbrunnen in Siena. Ab den 1420er Jahren arbeiteten Donatello und Michelozzo, zum Teil unter Mitarbeit von Pagno di Lapo Portigiani, auch an mehreren Marmorgrabmälern: für den in Florenz verstorbenen ehemaligen Gegenpapst Johannes XXIII. im Baptisterium San Giovanni (1420–1427), für Kardinal Rainaldo Brancacci in Sant’Angelo a Nilo in Neapel (1426–1428), für das Donatello das Relief mit der Himmelfahrt Mariens ausführte und für Bartolomeo Aragazzi in Montepulciano (1427–1438).
1428 erhielten beide einen Auftrag aus Prato zur Gestaltung der Außenkanzel des Doms. Die Arbeiten zogen sich bis 1438 hin; das zugehörige Bronzekapitell blieb unvollendet.

### Florenz 1432–1442

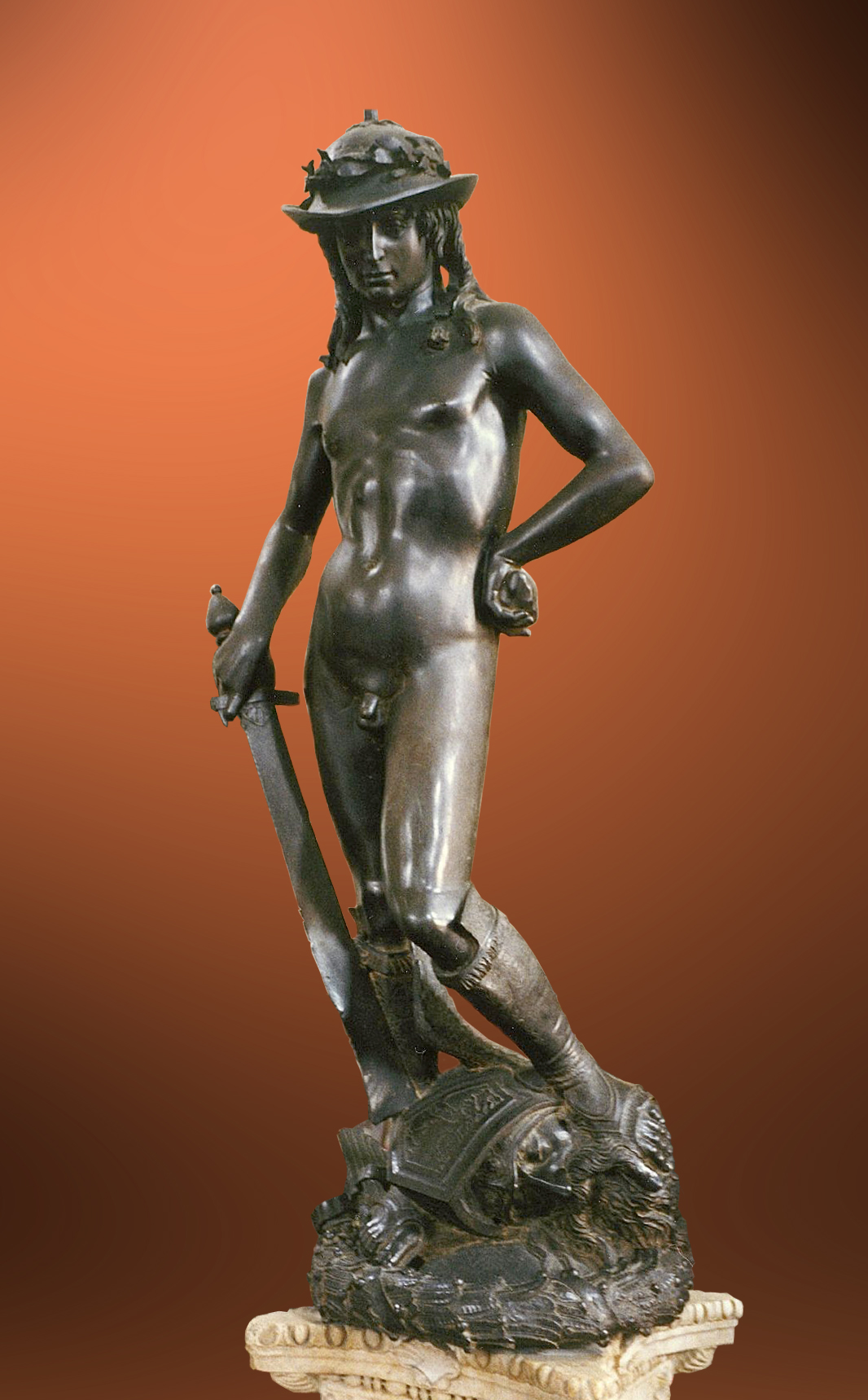
Donatello, David, Bronze, zum Teil feuervergoldet, 1430er Jahre (?), Museo nazionale del Bargello, Florenz

Zwischen 1433 und 1438 arbeitete Donatello am Pendant zur etwas früher begonnenen Sängerkanzel von Luca della Robbia im Dom von Florenz, heute im Dommuseum. Für Cosimo de’ Medici schuf er in den 1430er Jahren den jugendlichen David, der einen mit Lorbeer bekränzten Hut trägt und seinen Fuß auf den Kopf des Goliath setzt.  David verkörpert das republikanische Ideal der Überwindung eines eigentlich überlegenen Tyrannen; er wurde nach der Fertigstellung des Palazzo Medici in dessen Innenhof auf einem hierfür von Desiderio da Settignano ausgeführten Marmorsockel aufgestellt. Um 1435 wurde das von der Familie Cavalcanti beauftragte Epitaph, die so genannte Cavalcanti-Verkündigung, an der Wand vor dem Lettner in Santa Croce angebracht; es besteht aus einem ehemals weiß und gold gefassten lokalen Sandstein (Macigno). Wahrscheinlich Anfang der 1440er Jahre entstand die wegen ihrer expressiven Inszenierung von Alter, Askese und körperlichen Verfalls berühmte Statue der büßenden Maria Magdalena.

### Padua 1443–1453
Von 1443 bis 1453 lebte Donatello in Padua; vermutlich verließ er Florenz wegen eines Auftrags für ein bronzenes Kruzifix für die Basilika des Heiligen Antonius. 1446 begann er mit den Arbeiten für den Hochaltar derselben Kirche. Für den Ende des 16. Jahrhunderts demontierten Altar, dessen ursprüngliche Form unbekannt ist, schufen Donatello und seine Mitarbeiter eine Reihe von Bronzefiguren und -reliefs sowie ein Marmorrelief mit der Grablegung Christi aus gefasstem und intarsiertem Kalkstein. Vermutlich ebenfalls 1446 erhielt er den Auftrag für das Reiterstandbild des venezianischen Condottiere Erasmo di Narni, genannt Gattamelata. Außerdem entstand in Padua ein gefasstes Holz-Kruzifix, das bis heute in der Kirche Santa Maria dei Servi aufbewahrt wird.

### Florenz 1454–1466
Bald nach seiner Rückkehr nach Florenz begann Donatello im Auftrag Cosimo de’ Medicis mit den Arbeiten an seiner Bronzegruppe mit Judith und Holofernes, die 1457 im Garten des Palazzo Medici aufgestellt wurde. Neben einem allgemeinen moralischen Appell ist auch diese Gruppe als Bekenntnis zu den Werten der Stadtrepublik zu lesen, die jedoch gleichzeitig durch die wachsende Macht der Medici-Partei ausgehöhlt wurden. 1494, nach der Vertreibung der Medici aus Florenz, wurde sie wegen ihrer republikanischen Botschaft auf der Piazza della Signoria aufgestellt; 1504 musste sie ihren Platz an den David des Michelangelo, ein neues Symbol der Kommune, abtreten. In den letzten Jahren seines Lebens arbeitete Donatello an Bronzereliefs für die Kanzel von San Lorenzo, die nach seinem Tod von seinen Mitarbeitern, unter ihnen möglicherweise Bertoldo di Giovanni, fertiggestellt worden sind.
Donatello starb in Florenz am 13. Dezember 1466 und wurde in der Krypta von San Lorenzo in unmittelbarer Nähe seines Förderers Cosimo de’ Medici beigesetzt.

## Hauptwerke
Für eine Aufstellung seines Gesamtwerks, siehe den Werkkatalog.
| Abbildung | Bezeichnung                                                       | Form                                                                                 | Material                                                            | Jahr                        | Ursprünglicher Standort                                                                                       | Heutiger Standort                                                          |
| --------- | ----------------------------------------------------------------- | ------------------------------------------------------------------------------------ | ------------------------------------------------------------------- | --------------------------- | --- | -------------------------------------------------------------------------- |
|           | Prophet                                                           | Statue                                                                               | Marmor                                                              | 1406                        | Florenz, Santa Maria del Fiore, Porta della Mandorla                                                          | Florenz, Museo dell'Opera del Duomo                                        |
|           | Kruzifix                                                          | Statue (abnehmbar, mit senkbaren Armen)                                              | Holz mit farbiger Fassung                                           | 1407–1408                   | Florenz, Santa Croce, nördl. Seitenschiff                                                                     | Florenz, Santa Croce, Cappella Bardi di Vernio                             |
|           | David (mit dem Kopf Goliaths)                                     | Statue                                                                               | Marmor, ursprünglich mit Riemen der Steinschleuder                  | 1408–1409, 1416             | Florenz, Santa Maria del Fiore, für Strebepfeiler geplant; Palazzo della Signoria, Sala dei Gigli (1416)      | Florenz, Bargello                                                          |
|           | Evangelist Johannes                                               | Statue in Nische (sitzend)                                                           | Marmor                                                              | 1408–1415                   | Florenz, Santa Maria del Fiore, Fassade                                                                       | Florenz, Museo dell'Opera del Duomo                                        |
|           | Joshua                                                            | Statue (Höhe 5,50 m)                                                                 | Terrakotta, geweißt                                                 | 1409–1412                   | Florenz, Santa Maria del Fiore, Nordtribüne                                                                   | verfallen                                                                  |
|           | Hl. Petrus                                                        | Statue in Nische                                                                     | Marmor                                                              | 1410–1412                   | Florenz, Orsanmichele, Nordseite                                                                              | Florenz, Orsanmichele Museum                                               |
|           | Hl. Markus                                                        | Statue in Nische                                                                     | Marmor                                                              | 1411–1413                   | Florenz, Orsanmichele                                                                                         | Florenz, Orsanmichele Museum                                               |
|           | Propheten (Bartloser und Bärtiger, auch Pensiero)                 | Statuen in Nische (2 von 5)                                                          | Marmor                                                              | 1416–1418 und 1418–1420     | Florenz, Santa Maria del Fiore, Campanile (vier auf Nordseite, 1464 zur Ostseite versetzt)                    | Florenz, Museo dell'Opera del Duomo                                        |
|           | Hl. Georg (und Szene der Drachentötung)                           | Statue und Nische mit Relief als Predella                                            | Marmor, ursprünglich mit Eisenschwert und -helm                     | 1415–1417, circa            | Florenz, Orsanmichele, Nordseite                                                                              | Florenz, Bargello (in kopierter Nische)                                    |
|           | Hl. Ludwig von Toulouse                                           | Statue und Nische                                                                    | Bronze, feuervergoldet (ormolu)                                     | 1418–1422, circa            | Florenz, Orsanmichele (Ostseite), vmtl. 1440er–1450er in Fassadennische von Santa Croce                       | Florenz, Museo dell'Opera di Santa Croce                                   |
|           | Grabmal Papst Johannes' XXIII                                     | Grabmonument mit Statuen und Reliefs, teilweise farbig gefasst und vergoldet         | Marmor, Bronze                                                      | 1421–1427, circa            | Florenz, Baptisterium San Giovanni                                                                            | Florenz, Baptisterium San Giovanni                                         |
|           | Pazzi-Madonna                                                     | Relief, flach                                                                        | Marmor                                                              | 1422, circa                 | unsicher | Berlin, Bode-Museum, Skulpturensammlung und Museum für Byzantinische Kunst |
|           | Jeremiah                                                          | Statue in Nische (vierte von 5)                                                      | Marmor                                                              | 1423, circa                 | Florenz, Santa Maria del Fiore, Campanile                                                                     | Florenz, Museo dell'Opera del Duomo                                        |
|           | Gastmahl des Herodes                                              | Relief, flach                                                                        | Bronze                                                              | 1423–1427                   | Siena, Baptisterium San Giovanni, Taufbecken                                                                  | Siena, Baptisterium                                                        |
|           | Zuccone (Habakuk)                                                 | Statue in Nische (letzte von 5)                                                      | Marmor                                                              | 1426–ca. 1427 und 1435–1436 | Florenz, Santa Maria del Fiore, Campanile                                                                     | Florenz, Museo dell'Opera del Duomo                                        |
|           | Grabmal Kardinal Rinaldo Brancaccios (Verkündigungsrelief)        | Grabmonument mit Statuen und Reliefs (flach), teilweise farbig gefasst und vergoldet | Marmor                                                              | 1426–1428                   | Neapel, Sant’Angelo a Nilo                                                                                    | Neapel, Sant'Angelo a Nilo                                                 |
|           | Cantoria (Orgelkanzel)                                            | Kanzel mit Hochreliefs                                                               | Marmor, Mosaik, Bronze                                              | 1433–1438                   | Florenz, Santa Maria del Fiore                                                                                | Florenz, Museo dell'Opera del Duomo                                        |
|           | Kanzel, außen (Spiritelli)                                        | Reliefs                                                                              | Marmor, Kapitell aus Bronze, Vergoldungsspuren                      | 1434–1438                   | Prato, Dom (Pieve di Santo Stefano)                                                                           | Prato, Dom                                                                 |
|           | Alte Sakristei: Türen, Lünetten, Tondi und Fries                  | Reliefs, flach                                                                       | Bronze (Türen), gefärbter Stuck                                     | 1434–1443                   | Florenz, San Lorenzo                                                                                          | Florenz, San Lorenzo                                                       |
|           | Cavalcanti-Verkündigung                                           | Relief, hoch                                                                         | Sandstein (Macigno) und Terrakotta mit Weißfassung und Vergoldungen | 1435, circa                 | Florenz, Santa Croce                                                                                          | Florenz, Santa Croce                                                       |
|           | David (mit Kopf Goliaths)                                         | Statue auf Säule (über 2 m hoch)                                                     | Bronze, zum Teil feuervergoldet                                     | 1435–1440                   | Florenz, Casa Vecchia de’ Medici, nach 1457 im Hof des Palazzo Medici, 1495 im Hof des Palazzo della Signoria | Florenz, Bargello                                                          |
|           | Amor-Attis (Notname), Spiritello                                  | Statue                                                                               | Bronze                                                              | 1435–1440, circa            | Florenz | Florenz, Bargello                                                          |
|           | Maria Magdalena                                                   | Statue                                                                               | Holz und Stuck mit farbiger Fassung und Vergoldungen                | 1440–1442 (?)               | Florenz | Florenz, Museo dell'Opera del Duomo                                        |
|           | Hauptaltar                                                        | Statuen (7) und 21 Reliefs                                                           | Bronze (und ein Steinrelief)                                        | 1446, nach                  | Padua, Basilica di Sant'Antonio                                                                               | Padua, Basilica di Sant'Antonio (Rekonstruktion)                           |
|           | Reiterdenkmal des Condottiere Gattamelata                         | Reiterstandbild, Monument auf Sockel                                                 | Bronze                                                              | 1446–1453, circa            | Padua, Piazza Sant'Antonio                                                                                    | Padua, Piazza Sant'Antonio                                                 |
|           | Judith und Holofernes                                             | Skulpturengruppe auf Sockel                                                          | Bronze                                                              | 1453–1457                   | Florenz, Palazzo Medici, Garten, nach 1494 Loggia neben Palazzo della Signoria                                | Florenz, Palazzo Vecchio                                                   |
|           | Kanzeln, eine mit Passionsszenen und eine mit Nach-Passionsszenen | Kanzeln mit Reliefs                                                                  | Bronze                                                              | 1460, nach                  | Florenz, San Lorenzo                                                                                          | Florenz, San Lorenzo                                                       |

### Homosexualität
Donatello war nicht verheiratet und hatte keine Kinder; annähernd zeitgenössische literarische Zeugnisse sprechen von einer engen Freundschaft mit den gleichfalls unverheirateten Künstlern Filippo Brunelleschi und Masaccio. Deshalb ist in der kunstwissenschaftlichen Forschung mittlerweile überwiegend die Annahme anerkannt, dass Donatello homosexuell gewesen sein könnte; Belege hierfür existieren nicht. Versuchen, homoerotische Aspekte in seinen Werken zu identifizieren (u. a. beim Bronze-David), begegnet die Forschung hingegen weiterhin mit Skepsis, da frühneuzeitliche Kunstwerke als Auftragsarbeiten gewöhnlich nur selten unmittelbarer Ausdruck oder gar „Spiegelbild“ der Künstlerpersönlichkeit waren. Hinzu kommt, dass Homosexualität auch in Florenz als Sünde galt und deshalb ein entsprechendes Bekenntnis kaum öffentlich ausgestellt werden konnte.

## Ausstellungen

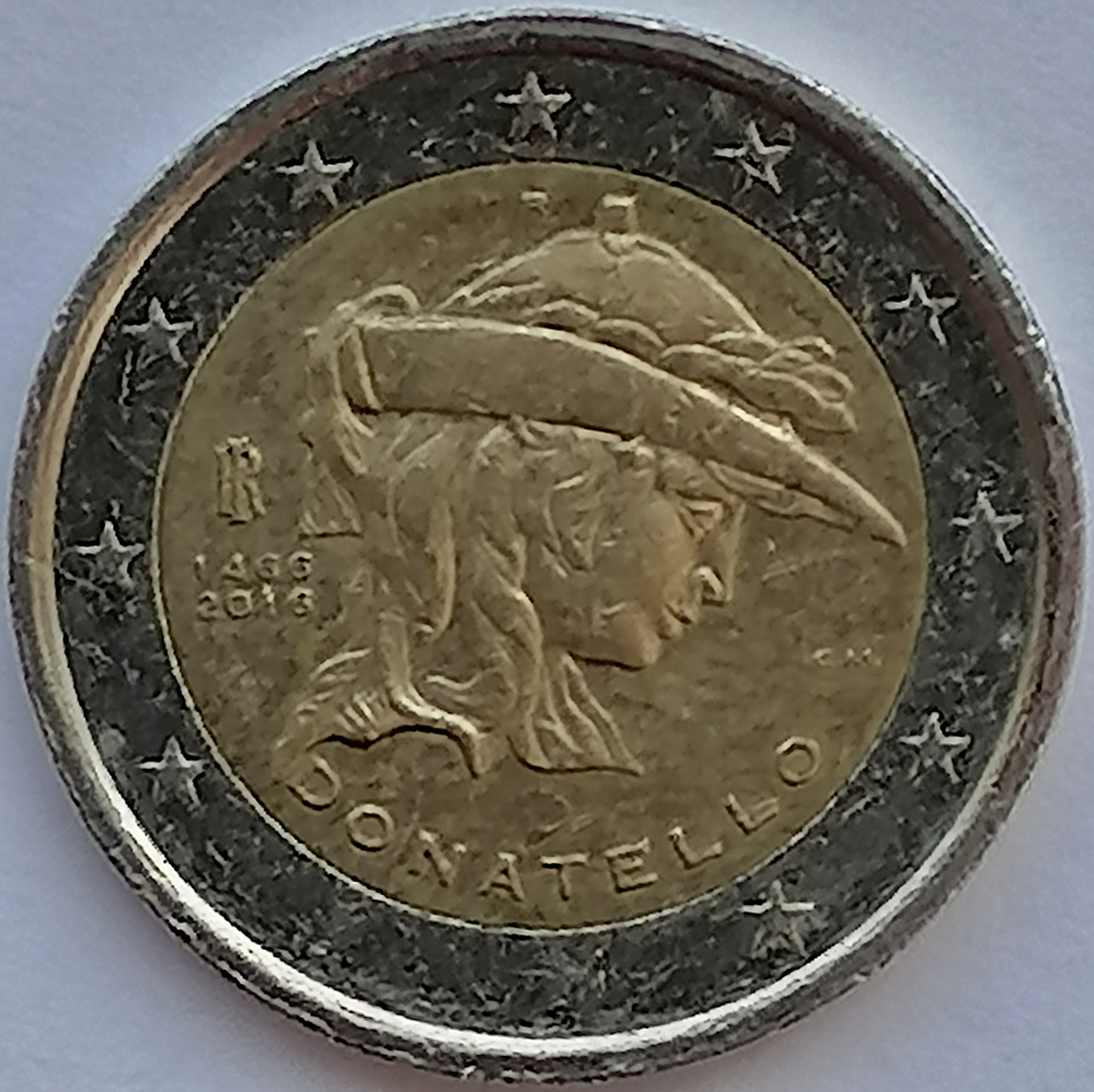
Donatello wurde 2016 mit einer Abbildung des Profils seines Bronze-Davids auf der 2-Euro-Münze geehrt

Im Frühjahr 2022 wurde im Palazzo Strozzi in Florenz die von dem Kunsthistoriker Francesco Caglioti kuratierte Sonderausstellung Donatello. Il Rinascimento eröffnet, die in Zusammenarbeit mit der Skulpturensammlung im Berliner Bode-Museum und dem Victoria and Albert Museum in London vorbereitet worden war. In Berlin war die Ausstellung unter dem Titel Donatello. Erfinder der Renaissance (kuratiert von Neville Rowley) von September 2022 bis Januar 2023 in der Gemäldegalerie zu sehen; anschließend wurde sie im Victoria and Albert Museum gezeigt. Im Zusammenhang mit den Ausstellungen entstand im Auftrag von ARTE der Infotainment-Film Donatello – Schöpfer der Renaissance.

## Film
- Ann Turner: The First Modern Sculptor Donatello, 85 Min., Arthaus Musik GmbH 2008 (1986), ISBN 978-3-939873-26-6.
- Margarete Kreuzer (Drehbuch, Regie): Donatello – Schöpfer der Renaissance, 53 Min., ARTE/ZDF 2022.[16]